# 가을로
"가을로"(영어: Traces of Love)는 2006년 개봉한 김대승 감독의 대한민국의 멜로 영화이다. 이 영화는 삼풍백화점 붕괴 사고를 모티브로 제작되었다.

## 줄거리
법대생 최현우와 텔레비전 감독 서민주는 사랑에 빠진 젊은 커플로, 결혼을 약속한다. 하지만 비극이 닥치고, 민주는 삼풍백화점 붕괴 사고로 사망한다. 몇 년 후, 현우는 전 약혼녀가 쓴 일기를 받게 되는데, 그 일기에는 그들이 신혼여행에서 갔을 법한 여정들이 상세히 적혀 있다. 현우는 일기에 묘사된 여러 장소들을 찾아 나선다. 그러나 여행 중 그는 또 다른 여성 윤세진을 만나게 되는데, 그녀는 붕괴 사고의 생존자임이 밝혀진다. 세진은 커피 스탠드 종업원이었고, 건물이 무너질 때 민주에게 서빙을 하고 있었다.

## 캐스팅
- 유지태 - 최현우 역
- 김지수 - 서민주 역
- 엄지원 - 윤세진 역
- 최종원 - 민주 부 역
- 박승태 - 민주 모 역
- 임종윤 - 부장검사 역
- 정진오 - 황 선배 역
- 방은미 - 세진 모 역
- 차운용 - 세훈 역
- 박철민 - 박 수사관 역 (특별출연)

## 수상 경력
- 2007년 제15회 이천 춘사대상영화제 각본상(장민석), 여우조연상(엄지원)